# Шоу, Томас
Томас Шоу, англ. Thomas Shaw (1846 г., Ковингтон, Кентукки, США — 23 июня 1895 г., Росслин, Вирджиния, США) — солдат-буффало Армии Соединённых Штатов Америки. За подвиги во время Апачских войн удостоен высшей военной награды США — Медали Почёта.

## Биография

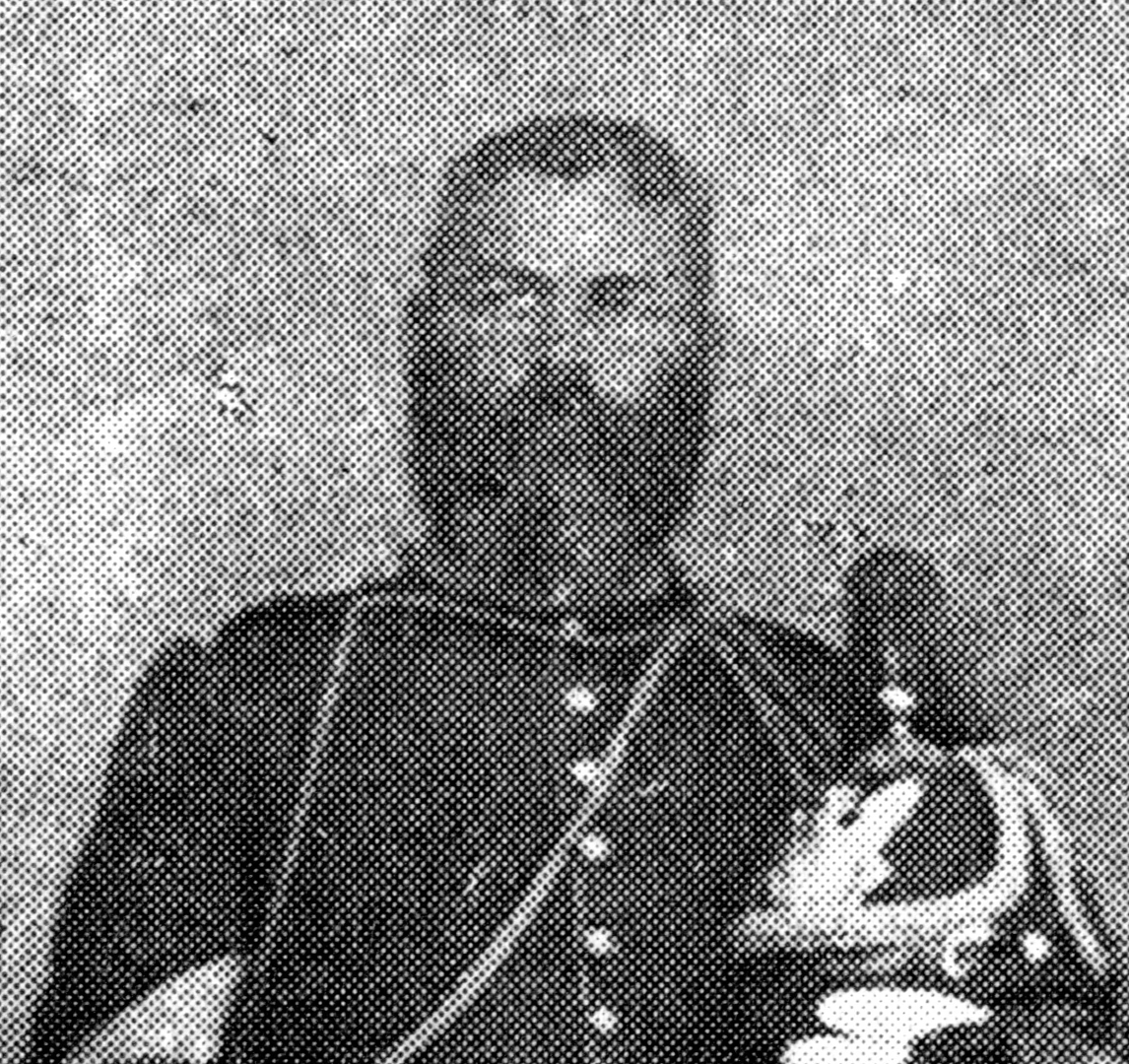
Сержант роты K 9-го кавалерийского полка США Томас Шоу в 1889.

Томас Шоу родился рабом в Ковингтоне, штат Кентукки, в 1846 году. Владелец Шоу перевёз его в округ Пайк, штат Миссури, откуда Шоу удалось бежать, после чего он пришёл на призывной пункт армии Союза. Шоу служил в составе 67-го полка цветных войск США с 1864 года и оставался в армии после Гражданской войны.
12 августа 1881 года в звании сержанта участвовал в Битве в каньоне Карризо, в Нью-Мексико (Война Викторио). Капитан Чарльз Паркер с 18 солдатами-буффало 9-го кавалерийского полка преследовал отряд индейского вождя Наны и попал в засаду в каньоне Карризо. Небольшой отряд Паркера был атакован более чем 40 стрелками апачей. Это был ожесточённый бой, в котором обе стороны понесли потери. Паркер приказал сержантам Джорджу Джордану и Томасу Шоу взять небольшую группу солдат, подняться на возвышенность и обстрелять апачей с фланга. Группа Джордана и Шоу подверглась нападению, но смогла удержать позиции, что позволило остальной части отряда отступить из каньона. За свои действия в бою Шоу был награждён Медалью Почёта девять лет спустя, 7 декабря 1890 года.

В каньоне Карризо, Северная Мексика, прикрывая отряд из 19 человек, 12 августа 1881 г. упорно удерживал оборону на крайне незащищённой позиции и доблестно оттеснил значительно превосходящие силы противника, не дав им себя окружить.
Шоу ушёл из армии в 1894 году и поселился в Росслине, штат Вирджиния, где и умер в 1895-м, оставив жену и дочь. Был похоронен на Арлингтонском национальном кладбище в округе Арлингтон, Вирджиния.